# Castillo de Gómez Arias
El castillo de Gómez Arias, también denominado castillo de Benamejí, es una fortaleza hispanomusulmana ubicada al sur del municipio de Benamejí, en Andalucía, España. Se encuentra a 390 metros de altitud, en el margen derecho del río Genil, junto al viejo camino entre Córdoba y Málaga, actual autovía A-45. Su nombre procede del antiguo alcaide de Benamejí del siglo XIV. Está inscrito como Bien de Interés Cultural en la categoría de Monumento.

## Historia
La zona donde se ubica la fortaleza, al igual en muchas otras ocasiones, se encontraba habitada desde la Antigüedad, hecho evidenciado por la cerámica encontrada. Según la crónica anónima de Abderramán III, el castillo fue construido durante el gobierno del emir cordobés Abdalá I (888-912), denominado Banu Bashir, para cercar la villa de Belda, actualmente despoblado en el término municipal de Cuevas de San Marcos. Pudo ser fortificado posteriormente por Abderramán III en el siglo X durante el Califato de Córdoba y, tras la caída de este último, perteneció a la Taifa de Granada. La ubicación del castillo era excepcional, no solo por su situación entre Córdoba y Málaga, sino que la mayoría de las invasiones norteafricanas provenientes desde Algeciras hasta la capital cordobesa pasaron por la zona, incluyendo almorávides, almohades y benimerines.

### Castillo fronterizo
El monarca Fernando III el Santo conquistó en 1240 la fortaleza para la Corona de Castilla mediante pacto. El 23 de marzo de 1254 fue donado por Alfonso X a la Orden de Santiago y a su gran maestre Pelayo Pérez. El diezmo del almojarifazgo del castillo estaba ligado al obispado de Córdoba, quien recibía las rentas. El castillo se encontró durante varios siglos en la frontera entre la Corona de Castilla y el Reino nazarí de Granada, cambiando de manos en varias ocasiones. En 1277 el Sultanato benimerín, que había conseguido acceso a la península ibérica, conquistó la zona en su paso hacia Córdoba, según la Rawd al-Qirtas del autor Ibn Abi Zar, «sus defensores habían sido degollados, sus bienes saqueados y el castillo derruido». Unos años más tarde, el infante Sancho pactó la paz con el Reino nazarí de Granada en Priego, por el que se le devolvió Benamejí a Castilla y se delimitaron los términos entre Benamejí, Belda y Lucena.
A pesar de este evento, los ataques de los nazaríes continuaron, especialmente durante el reinado de Muhammed IV, quien consiguió recuperar Benamejí en 1333 aprovechando que el alcaide Gómez Arias, que posteriormente ha dado nombre al castillo, y su ejército castellano se encontraba luchando contra los benimerines en Gibraltar. El monarca cristiano Alfonso XI lanzó un contraataque a ciertas plazas, tomando de nuevo Benamejí y entregando el castillo al nuevo maestre de Santiago, Alonso Meléndez de Guzmán, hermano de Leonor de Guzmán, la amante de Alfonso XI. La plaza fue cambiando de bando en varias ocasiones más hasta la conquista castellana definitiva a manos de Pedro I de Castilla en 1361 aprovechando la guerra civil entre Muhammad V y Muhammad VI. Aunque la fortaleza continuó con una grandísima presión militar por su situación limítrofe y hubo algunas incursiones granadinas más, esta presión se rebajó considerablemente tras la conquista de Antequera por Fernando de Trastámara en 1410.

### La familia Bernuy
En 1495 albergaba la tenencia del castillo el señor de Palma del Río, Luis Fernández Portocarrero, y tres años después, Gonzalo Fernández de Córdoba, el Gran Capitán. La población durante estos siglos nunca fue constante en Benamejí, hecho que intentó cambiar Pedro de Guevara, caballero de la Orden de Santiago, comendador de Valencia del Ventoso y propietario del castillo, aunque sus intentos se vieron truncados por su fallecimiento en 1544. En 1547, el emperador Carlos I puso en venta el castillo que, según el informe de Juan de León, se accedía a él por un puente de madera que se destruía por las crecidas del río Genil, las viviendas eran chozas de madera y paja, de la aceña apenas quedaban los cimientos y la iglesia era una simple habitación sin ornamentos ni decoración. La fortaleza fue adquirida por Diego de Bernuy en 1548, cuya familia judeoconversa provenía seguramente de Bernuy-Zapardiel, por casi 20 millones de maravedíes. Juan de Cisneros quedará como alcaide de la fortaleza, aunque Bernuy evaluó construir sobre los restos del castillo pero, tras ser desaconsejado por unos peritos de Antequera por su mal estado de conservación, decidió construir una nueva villa donde actualmente se ubica Benamejí, construyó un nuevo puente sobre el río Genil para su accesibilidad y Bernuy pasó a convertirse en señor de Benamejí, por lo que el castillo quedó abandonado.
En 1772 los ciudadanos de Benamejí comienzan una demanda en la Chancillería de Granada contra los Bernuy para ser incorporados a la Corona. Este proceso quedó paralizado por la Guerra de independencia española y, aunque fue resultado favorablemente para los Bernuy en 1814, la abolición de los señoríos en España en 1837 apartaron a esta familia del poder sobre Benamejí.

## Restauración
El Ayuntamiento de Benamejí solicitó en enero de 2021 una ayuda de casi un millón de euros al Ministerio de Transportes, Movilidad y Agenda Urbana para restaurar y poner en valor el castillo de Gómez Arias, que se encuentra en un gran estado de abandono y ruina. Asimismo, el consistorio busca mejorar la accesibilidad al mismo.

## Literatura
- Calderón de la Barca sitúa su obra de teatro La niña de Gómez Arias de 1672 en el castillo existente.[8]
- El castillo sirvió de inspiración al escritor Pío Baroja en su obra La feria de los discretos de 1917.[4]